# Archidiecezja Ottawy-Cornwall
Archidiecezja Ottawy-Cornwall – archidiecezja rzymskokatolicka w Kanadzie. Została erygowana w 1847 jako diecezja Bytown. Przemianowana na diecezję Ottawy w 1860. Podniesiona do rangi archidiecezji w 1886. Od 27 kwietnia 2018 pozostawała w unii in persona episcopi z diecezją Alexandria-Cornwall. 6 maja 2020 po połączeniu tych diecezji otrzymała aktualną nazwę.

## Biskupi diecezjalni
- Joseph-Eugène-Bruno Guigues OMI † (1847–1874)
- Joseph-Thomas Duhamel † (1874–1909)
- Charles-Hugues Gauthier † (1910–1922)
- Joseph-Médard Émard † (1922–1927)
- Joseph-Guillaume-Laurent Forbes † (1928–1940)
- Alexandre Vachon † (1940–1953)
- Marie-Joseph Lemieux † (1953–1966)
- Joseph-Aurèle Plourde † (1967–1989)
- Marcel Gervais (1989–2007)
- Terrence Prendergast SJ (2007–2020)
- Marcel Damphousse (od 2020)